# Eth Espitau
Eth Espitau (francès Lespiteau) és un municipi del departament francès de l'Alta Garona, a la regió d'Occitània.